# Brian Patrick
Brian Patrick ist ein US-amerikanischer Moderator und Journalist. Seit 2014 arbeitet er beim römisch-katholisch orientierten religiösen Sender EWTN.

## Leben
In Cincinnati war er Moderator eines wöchentlichen Wirtschaftsnachrichtenprogramm, dem U.S. Bank Business Watch. Ebenfalls arbeitete er für drei Jahre im Kommunikationskomitee des Erzbistum Cincinnati. Im Februar 2014 wurde er Executive Producer von EWTN News Nightly und temporärer Moderator der Sendung, nachdem Colleen Carroll Campbell in den Mutterschaftsurlaub gegangen ist. EWTN CEO Michael Warsaw begrüßte die Zusage Patricks und lobte seine Erfahrung. Spätestens im Mai 2014 trat er als regulärer Moderator der Sendung auf.
In der Sendung berichtete er unter anderem über Religionsfreiheit und die Reisen des Papstes. Auch berichtete er live aus Rom von der Heiligsprechungsmesse von Paul VI 2018. Nach Ende seiner Moderatorionstätigkeit bei EWTN News Nightly, seine Nachfolgerin wurde Lauren Ashburn trat er als Teil der Sendung Catholic Sphere auf.
Auf EWTN moderiert er die Sendung Crossing the Goal. In dieser Sendung nutzt Patrick ein Sportshow-Format, um insbesondere Männer anzusprechen und über spirituelle Themen zu informieren. Außerdem agiert er als Moderator des täglichen Radio-Programm Son Rise Morning Show, in dem Katholiken über Glaube und Kirche diskutieren.

## Privates
Er ist Vater von drei Kindern und Mitglied der Kirchengemeinde St. Barbara im nördlichen Kentucky.